# Jessica Iwanson

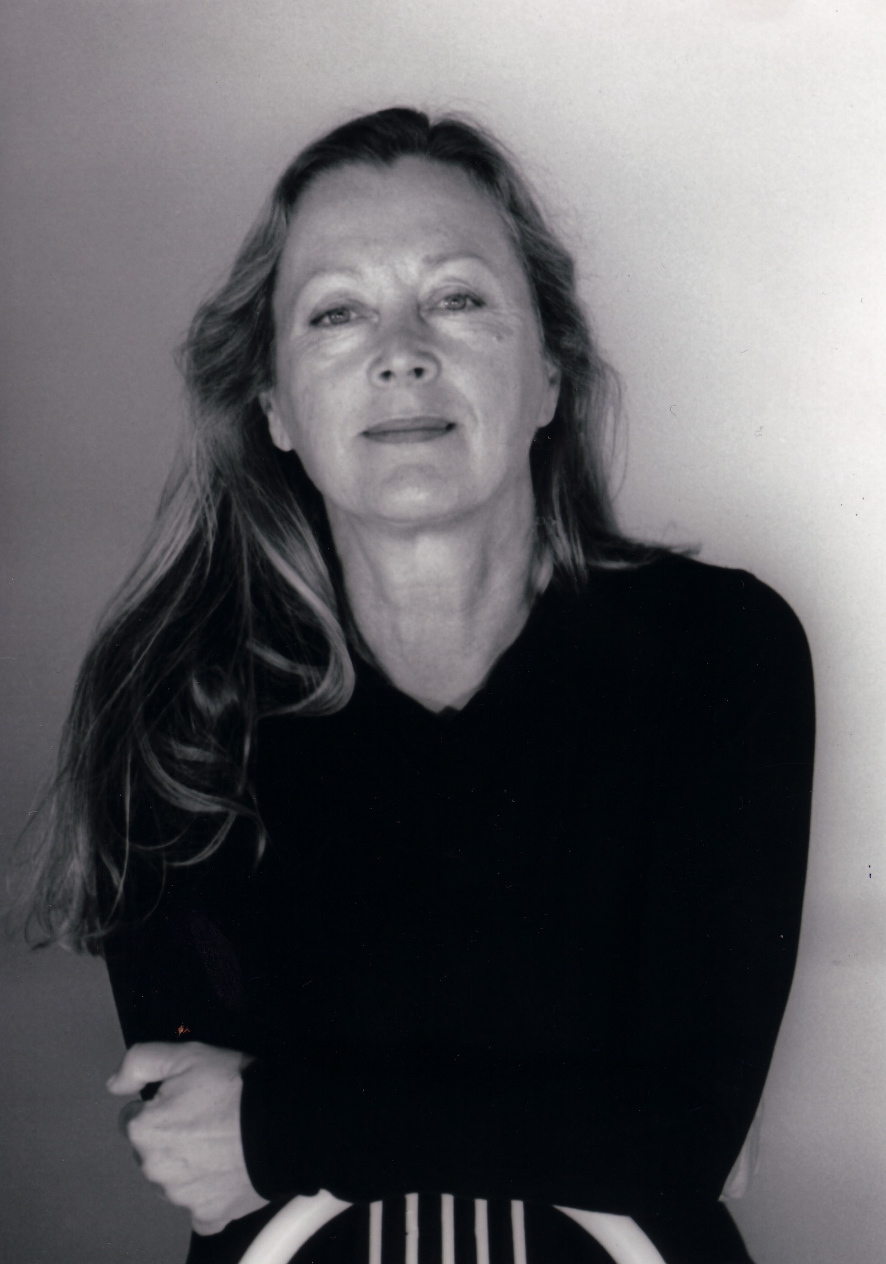
Jessica Iwanson

Jessica Iwanson (* 21. April 1948 in Stockholm) zählt zu den Wegbereitern des
zeitgenössischen Tanzes in Deutschland. Von Jugend an entschied sie sich für eine dreigleisige Laufbahn als Tänzerin, Choreografin und Pädagogin, die sie bis heute beibehalten hat. 2001 wurde sie für ihre Verdienste um den zeitgenössischen Tanz mit der Ehrenmedaille 'München leuchtet' ausgezeichnet. 2007 hat Jessica Iwanson Deutschlands erste Stiftung für zeitgenössischen Tanz errichtet. 2010 wurde sie für ihr Lebenswerk mit dem Tanzpreis der Landeshauptstadt München geehrt. 2013 wurde ihr in der Stockholmer Oper die goldene Ehrenmedaille der Ivo-Cramér-Stiftung verliehen.

## Jugend
Bereits als Kleinkind begann sie zunächst im Tanzstudio ihrer Mutter Gun Schubert, dann an der Stockholmer Ballettakademie zu tanzen. Auf Wunsch ihrer Mutter ging sie für ein halbes Jahr nach Brighton, wo sie bei der Imperial Society of Dance ihre Ausbildung als Gesellschaftstanzlehrerin absolvierte. Zurück in Stockholm schloss sie an der Ballettakademie ihre professionelle Ausbildung als Tänzerin ab und arbeitete mit Lehrern und Choreografen wie Walter Nicks, Katherine Dunham und Alvin Ailey. Es folgte ein Engagement als Tänzerin, zunächst für West Side Story. Im Anschluss konnte sie mit einem „Sandrew“-Stipendium ein einjähriges Aufbaustudium an der Graham Schule in New York absolvieren, wo sie auch bei Martha Graham Unterricht hatte. In der Folge engagierte sie Ivo Cramér für das damals neugegründete, moderne schwedische Ensemble Cramérbaletten am Riksteatern. Nach einer Spielzeit verließ Jessica Iwanson das Cramérbaletten. Es folgten drei Jahre als Tänzerin in Paris u. a. bei der Company von Peter Goss.

## München
1973 kam Jessica Iwanson nach München. Schon kurz nach ihrer Ankunft gründete sie in München eine Company und bald darauf eine Schule. Mit Vorstellungen in den damaligen Spielstätten Zirkus Krone, Leopoldtheater und der alten Alabamahalle, aber auch mit Auftritten im Rahmen der Open-Air-Reihe München Kultur gewann sie einem damals in München noch neuen Genre ein Publikum. Mehr als zwei Jahrzehnte später, 2001 ehrte die Landeshauptstadt München die Wahlmünchnerin Iwanson mit der Ehrenmedaille München leuchtet „für ihre Verdienste um den zeitgenössischen Tanz“. Dazu laudierte die damalige Bürgermeisterin Gertraud Burkert: „Ihnen und Ihrer Schule ist es zu verdanken, dass München, wo der Tanz erst in jüngster Zeit die ihm gebührende Rolle unter den darstellenden Künsten eingenommen hat, auch in der Ausbildung ganz vorne mitmischt.“

## Skandinavien
Obwohl in München beheimatet, orientierte sich Jessica Iwanson doch über die Jahrzehnte stets auch an ihren nordischen Wurzeln. Als Nachfolgerin ihres Mentors Ivo Cramér leitete sie eine Produktion von Riksteatern, war Ballettdirektorin für das norwegische Ensemble Nye Carte Blanche in Bergen und schuf als Gastchoreografin an Stadttheatern in Skandinavien eine Vielzahl von Werken. 1997 inszenierte sie fürs schwedische Fernsehen Nattfåglar (Nightbirds), eine choreografische Reise in die Bilderwelt Edward Hoppers nach der Musik von Harald Weiss, die seither mehrmals auch auf ARTE und 3sat ausgestrahlt wurde. Als Alumna der Stockholmer Ballettakademie stand sie stets im Kontakt mit ihrer Ausbildungsschule. Seit Mitte der 90er Jahre gibt es ein regelmäßiges Austauschprogramm mit Studenten der Ballettakademie Stockholm und der Iwanson Schule in München.
Seit 2006 gibt es auch ein choreografisches Post-Graduate-Projekt in Kooperation mit der Choreografenvereinigung Tanztendenz München, der Iwanson Schule und dem Moderna Dansteatern in Stockholm: SMDP – Stockholm Munich Dance Project.
Seit 2023 gehört Jessica Iwanson dem Vorstand (styrelse) der Tyyne och Ivo Cramér Stiftung an. Die Stiftung wurde 1986 gegründet und unterstützt bedürftige Tanzkünstler.

## Die Choreografin
Iwansons choreografische Arbeit entzog sich stets dramaturgischer Klassifizierung. Ihre abstrakten Arbeiten zu minimalistischer Musik sind ebenso typisch für sie, wie humorvoll-narrative Arbeiten und reine Literaturbearbeitungen wie Nora – ein Puppenheim nach Ibsen oder Die Stärkere nach Strindberg. Eine Reihe von Arbeiten zieht Inspiration aus Gemälden von Munch (Skriket) und Hopper (Nightbirds), letzteres uraufgeführt in Bergen von Nye Carte Blanche, Norwegen 1991 und schließlich 1997 verfilmt vom schwedischen Fernsehen. Ein noch stärkeres choreografisches Motiv, das einen Großteil des umfangreichen Werkverzeichnisses durchzieht, ist die Auseinandersetzung mit der Thematik Natur und Mensch in abstrakter Bearbeitung. Vielsagender Hinweis darauf sind Werktitel wie Nordpol, Wüste, Skagen, Schären, Schnee u. a. Bereits 1974 begann Jessica Iwanson in München mit dem Aufbau einer eigenen Company, die, subventioniert von der Stadt München, ein bis zwei Neuproduktionen pro Jahr herausbrachte. Schon bald wurde ihr schwedischer Mentor Ivo Cramér auf ihre Arbeit aufmerksam und engagierte sie regelmäßig als Gastchoreografin ans Cramérbaletten. 2005 brachte sie unter dem Titel …und dann einen autobiographisch angelegten Soloabend heraus und 2006 inszeniert sie, wieder im kleinen Rahmen des choreografischen Kammerspiels, im Münchner Künstlerhaus den Einakter Die Stärkere nach August Strindberg und seit 2007 die Reihe choreographischer Kurzgeschichten „Chapter 1 …“.

## Die Tänzerin
Jessica Iwanson hat sich stets auch als Tänzerin erlebt. In der überwiegenden Mehrheit ihrer größeren Arbeiten tanzte sie, zumindest in den ersten Aufführungen selbst mit. Lediglich für eine kurze Periode 1999–2002 verzichtete sie verletzungsbedingt darauf, in ihren Neuproduktionen Andere Orte, Time Out und Zeitfenster selbst aufzutreten. 2005 meldete sie sich mit dem autobiographisch angelegten Soloabend …und dann? auch als Tänzerin und Performerin wieder auf der Bühne zurück. 2006 schließlich trat sie in ihrer Strindberg-Adaption Die Stärkere neben der Schauspielerin Bina Schröer und der Musikerin Hedwig Rost wieder als Tänzerin/Performerin auf.

## Die Pädagogin
Erste pädagogische Erfahrungen machte Jessica Iwanson bereits 16-jährig, als sie im Studio ihrer Mutter Ballett und Jazztanz unterrichtete. Bereits als 16-Jährige wurde sie vom dänischen Tanzpädagogenverband Danse Ringen als Workshop-Dozentin für den damals in Europa so neuen Jazztanz eingeladen. Die pädagogische Arbeit war und ist ihr seither stets ein unmittelbares Anliegen. Angesichts dieses intensiven pädagogischen Interesses war es nur folgerichtig, dass sie kurz nach ihrer Ankunft in München 1974 eine eigene Schule gründete. In den späten 70er Jahren unterrichtete sie Fortbildungsveranstaltungen für den deutschen Tanzpädagogenverband und an ihrer eigenen Schule entwickelte sie ein durchgängiges, modernes Unterrichtssystem, das bis heute weiterentwickelt und mittlerweile von Tanzpädagogen in ganz Europa verbreitet wird. Bereits Ende der 70er Jahre, in einer Zeit als es keinerlei Alternativen zum klassischen Kinderballett gab, entwickelte sie ein Konzept für „modernen Kindertanz“. Dieses Unterrichtskonzept wurde zunächst von Karren Foster und schließlich von Gabi Würf weiterentwickelt und bildet bis heute die Basis des Kindertanzunterrichts an der Iwanson Schule.

## Die Schule
Die Schule wurde zunächst 1974 am Gärtnerplatz unter dem Namen Dance Center München gegründet, um Nachwuchs für die künstlerische Arbeit der Company auszubilden. 1979 entstand daraus in der neuen Adresse im Westend das Dance Center Iwanson. Laienkurse und Fortbildungen fanden großen Zuspruch, die Ausbildungsschüler wurden von Jessica Iwanson persönlich betreut und unterrichtet. 1983 wurde die Schule um ein Studio erweitert. 1985 richtete Jessica Iwanson für die Ausbildung den ersten Klassenverband ein. Die Schule wuchs weiter und wurde 1987 um ein weiteres Studio für Pädagogikausbildungen vergrößert.
1991 zog die Schule in die heutigen, nochmals vergrößerten Räumlichkeiten um. Der Fokus wurde noch stärker auf die Ausbildungsprogramme gelegt und dies durch eine neuerliche Namensänderung in Iwanson Schule für zeitgenössischen Tanz kommuniziert. Mittlerweile hat sich die Schule vollständig auf die Ausbildung von zeitgenössischen Tänzern, Pädagogen und Choreografen konzentriert und bietet eine private Alternative zu den Hochschulen in Essen, Frankfurt und Dresden dar. Die Münchner Schule hat international eine hohe Attraktivität, heute kommt knapp die Hälfte der Studenten aus dem Ausland, insbesondere aus Skandinavien.

## Die Stiftung
Im März 2007 errichtete Jessica Iwanson gemeinsam mit ihrem Partner Stefan Sixt die erste Stiftung für zeitgenössischen Tanz in Deutschland. Fokus der Stiftungsarbeit ist die Vergabe von Preisen, Stipendien, Schulgeld- und Reisekostenzuschüssen für begabte junge Tänzer in wirtschaftlich schwierigen Situationen.
Unabhängig von der konkreten Arbeit der Stiftung soll immer auch eine kulturpolitische Idee weitergetragen werden: Lobbyarbeit für den zeitgenössischen Tanz und die Verbesserung der sozialen Situation von Tanzschaffenden. Dabei hilft der Beirat, ein Gremium angesehener Persönlichkeiten aus Kunst, Politik und Wirtschaft.

## Die bildende Künstlerin
Im Juni 2018 schied sie als geschäftsführende Gesellschafterin aus ihrer Schule aus und widmet sich seither ihrer Tätigkeit als bildende Künstlerin mit Ausstellungen in Sandhamn, Stockholm und am Tegernsee.